# Ballus japonicus
Ballus japonicus là một loài nhện thuộc chi Ballus trong họ Salticidae. Ballus japonicus được Kendo Saito miêu tả năm 1939.